# Худ, Генри, 8-й виконт Худ
Генри Литтелтон Александр Худ, 8-й виконт Худ (англ. Henry Lyttelton Alexander Hood, 8th Viscount Hood; род. 16 марта 1958) — британский пэр и солиситор.

## Биография
Родился 16 марта 1958 года. Старший сын Александра Ламберта Худа, 7-го виконта Худа (1914—1999), и Дианы Литтелтон (1920—2008), второй дочери Джорджа Литтелтона из семьи Литтелтон (виконты Кобэм).
Он получил образование в Итонском коллежде и Эдинбургском университете, где в 1981 году получил степень магистра гуманитарных наук. В 1987 году он получил юридическую квалификацию в юридическом колледже. Он является известным практикующим юристом, специализирующимся на семейном праве и посредничестве, и возглавляет отдел семейного права в юридической фирме Hunters в лондонском Сити.
2 октября 1999 года после смерти своего Генри Худ унаследовал титулы 8-го виконта Худа из Уитли в графстве Уорикшир, 8-го барона Худа из Кэтеринтона в графстве Саутгемптон, 8-го барона Худа из Кэтерингтона и 8-го баронета Худа из Кэтирингтона в графстве Саутгемптон.
Вскоре после того, как он унаследовал титул от отца, он потерял свое место в Палате лордов из-за Закона о Палате лордов 1999 года, который удалил всех, кроме 92 наследственных пэров. В последний раз он баллотировался в качестве члена парламента на дополнительных выборах 2018 года после отставки графа Болдуина из Бьюдли и занял шестое место.
В августе 2024 года он был назначен заместителем лейтенанта графства Дорсет.

## Семья
5 октября 1991 года Генри Худ женился на Флоре Стюзан Кейсмент (род. 1959), дочери коммандера Майкла Бернарда Кейсмента и Кристины Роуз Маклин. У супругов было трое сыновей и две дочери:
- Достопочтенный Арчибальд Литтелтон Сэмюэл Худ (род. 16 мая 1993), старший сын и наследник отца.
- Достопочтенный Аттикус Майкл Александр Худ (род. 20 октября 1995)
- Достопочтенный Уиллоуби Генри Каспар Худ (род. 11 ноября 1998)
- Достопочтенная Эдит Клементина Матильда Худ (род. 11 ноября 1998)
- Достопочтенная Дарси Эллен Финвола Худ (род. 8 июля 2002).